# Disegno con la sabbia

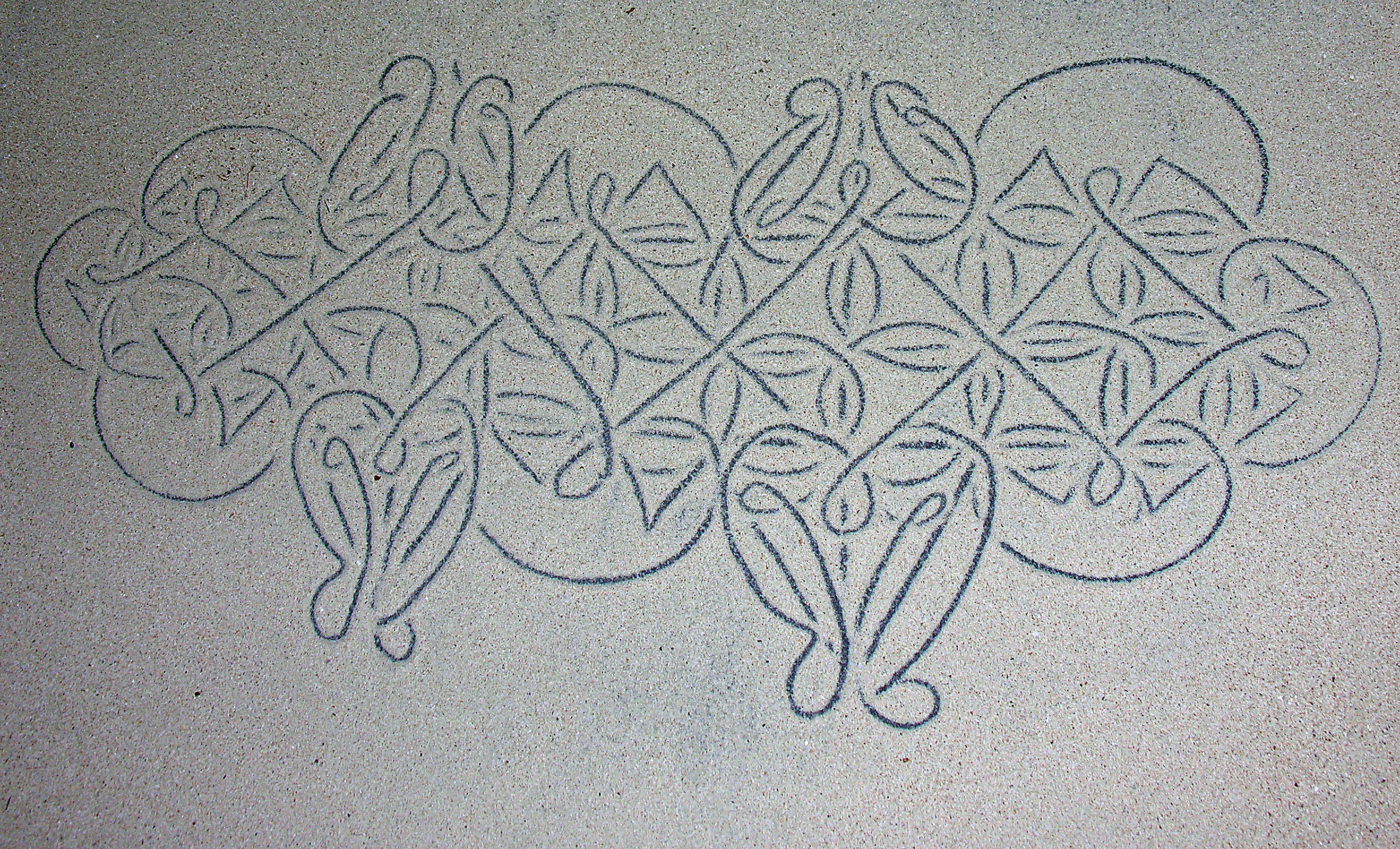
Disegno con la sabbia a Vanuatu (2007)

Il disegno con la sabbia o disegno su sabbia (sandroing in Bislama) è una tradizione e pratica artistica e rituale ni-Vanuatu, riconosciuta dall'UNESCO come capolavoro del patrimonio orale e immateriale dell'umanità.
Un'altra forma d'arte che prevede il disegno sulla sabbia è la pittura con la sabbia, ma questo processo implica anche la colorazione della sabbia per creare un ambiente colorato su piccola o grande scala.

## Descrizione
Il disegno su sabbia viene prodotto in sabbia, cenere vulcanica o argilla. Consiste in "una linea serpeggiante continua su una griglia immaginaria per produrre una composizione aggraziata, spesso simmetrica, di motivi geometrici". Lo strumento usato dall'artista è un singolo dito.
L'UNESCO descrive il disegno con la sabbia come:
()
Alcuni artisti come Pablo Picasso erano noti per aver disegnato le loro idee visive sulla sabbia. Norman Joseph Woodland, inventore del codice a barre, ha inventato la sua invenzione disegnandola sulla sabbia.

### Forme d'arte correlate
I disegni sulla sabbia sono associati ai mandala di sabbia indiani a causa delle forme guidate dalla geometria che creano attraverso la manipolazione della sabbia. Il lavoro di creare motivi nella sabbia con un rastrello evoca anche la pratica Karesansui nei tradizionali giardini rocciosi giapponesi e le grandi linee di Nazca in Perù.
Poiché l’arte tradizionale del disegno con la sabbia è così precisamente geometrica, la ricerca accademica è stata portata ad associare i modelli (etno-)matematici presenti in quest’arte e a correlarli con la matematica moderna per avere un’idea della potenziale conoscenza scientifica portata dai costruttori delle civiltà che lo praticano. L'antico matematico greco che studiava la geometria disegnando figure nella sabbia porta anche all'idea che i tradizionali Sandroing trasmettano molto più di un piacevole effetto visivo.

### Vanuatu (Sandroing)

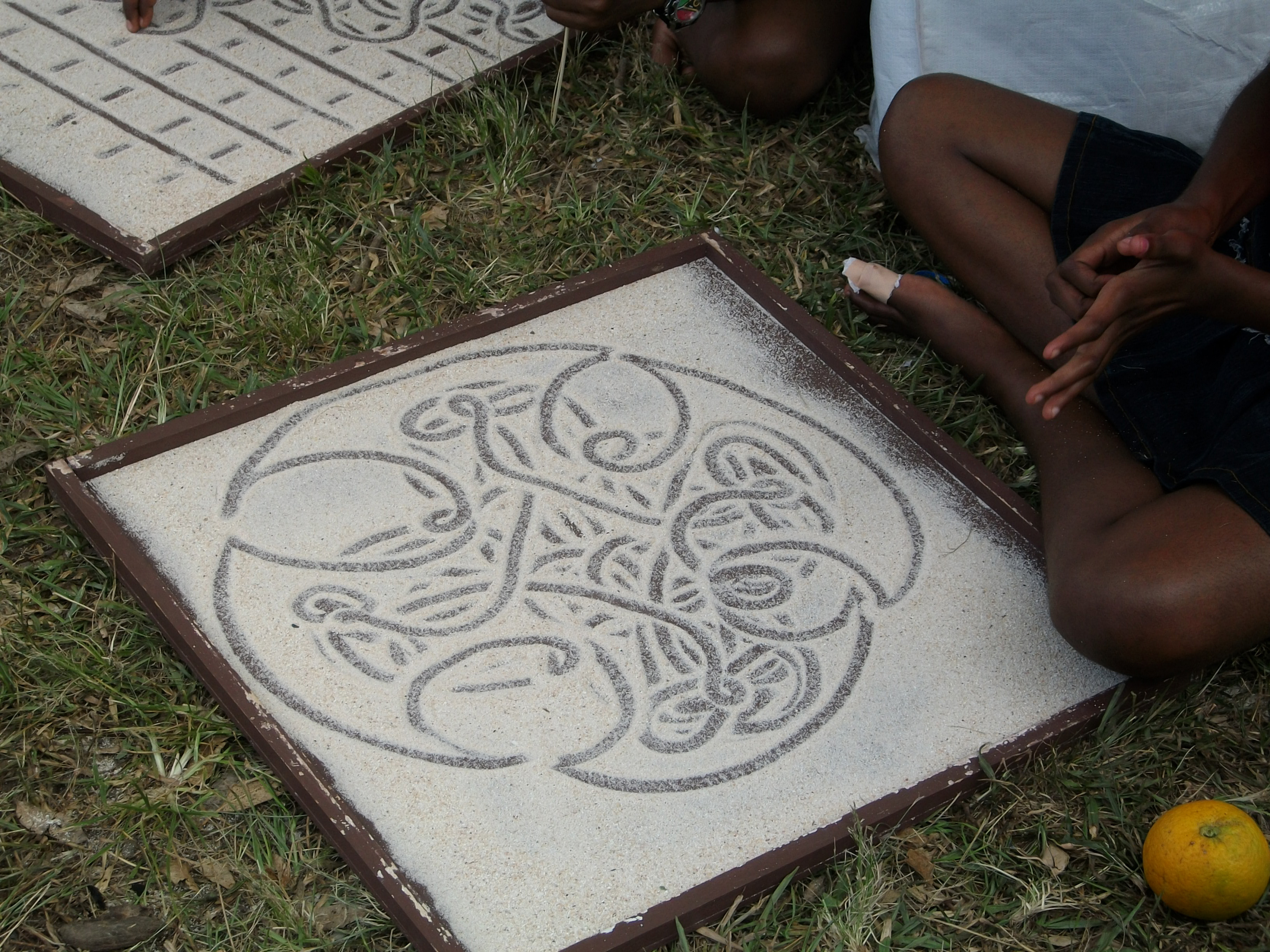
Disegno tradizionale con la sabbia a Vanuatu

Il Centro Culturale Vanuatu ha notato che lo spirito del disegno con la sabbia tende a scomparire: solo pochi praticanti padroneggiano ancora le tecniche speciali del disegno con la sabbia. Nel mondo odierno questa forma d'arte viene utilizzata soprattutto come impaginazione grafica a fini pubblicitari o turistici e il suo senso e la sua finalità originaria si stanno perdendo. Il Centro, insieme al Comitato d'azione per la salvaguardia dei disegni con sabbia, ha avviato un piano d'azione nazionale per la salvaguardia dei disegni con sabbia; il programma è patrocinato dall'UNESCO. Il progetto ha portato in particolare a un Festival nazionale del disegno con la sabbia, a partire dal 2004.
Il movimento indigeno Turaga con sede sull'isola di Pentecoste scrive utilizzando Avoiuli, un alfabeto ispirato ai disegni che si trovano nei tradizionali disegni sulla sabbia. Il disegno con la sabbia è interpretato come un mezzo visivo fondamentale in un paese in cui si parlano più di cento lingue. 

### Pitjantjatjara (Milpatjunanyi)
Nel dialetto pitjantjatjara dell'Australia centro-settentrionale, la parola Milpatjunanyi significa "l'arte di raccontare storie nella sabbia". In questa cultura, i narratori, spesso donne, hanno un approccio rituale al processo, utilizzando un bastone che viene prima premuto contro il corpo per creare una connessione e utilizzato anche come bacchetta per dare ritmo musicale alla storia. La tecnica comunicativa del disegno con la sabbia viene utilizzata anche nelle scuole. 

## Artisti

### Artisti non tradizionali
- Jim Denevan, chef americano e artista della cultura del surf, crea disegni di sabbia su larga scala sulle spiagge della California durante la bassa marea. [10]
- Andres Amador, tecnico informatico americano diventato artista della sabbia, disegna motivi organici su larga scala sulle spiagge, principalmente nel Pacifico.[11]
- Andrew Magdy, avvocato egiziano diventato artista della sabbia, disegna lavori precisi su piccola scala su tavole di vetro.[12]
- Michael Heizer, land artist americano che ha creato disegni di sabbia su larga scala nel deserto del Nevada con la scia della sua motocicletta (Double Negative, 1969-1970). [6]
- Andy Goldsworthy, land artist britannico, autore di Dark Dry Sand Drawing nel 1987, che ha ispirato una generazione di artisti occidentali della sabbia.[6]

### Tecnologie
Nel 2015, la società Disney ha lanciato il BeachBot, un robot progettato per realizzare disegni sulla sabbia su larga scala. Il robot riempie uno spazio di 30 piedi quadrati con i disegni dei film Disney più famosi.